# Trylobitokształtne
Trylobitokształtne, trylobitowce (†Trilobitomorpha) – podtyp wymarłych zwierząt wodnych z typu stawonogów, obejmujący ok. 4 tysięcy znanych gatunków. Ciało jednolicie segmentowane, mające odnóża na wszystkich segmentach ciała, z wyjątkiem pierwszego i ostatniego. Pokryte pancerzem. Występowały w morzach płytkich, głównie w strefach przybrzeżnych. Pędziły przeważnie tryb życia przydenny, nieliczne gatunki były planktonowe. 
Obejmuje gromady: 
- trylobity,
- trylobitopodobne.